# Перетворення Чірнхауса
Перетворення Чірнхауса — перетворення многочлена {\displaystyle P(x)} з коренями {\displaystyle x_{1},...,x_{n}} в многочлен {\displaystyle Q(x)} з коренями {\displaystyle \varphi (x_{1}),\dots ,\varphi (x_{n})}, де {\displaystyle \varphi (x)} — також многочлен.
Коефіцієнти {\displaystyle Q} можуть бути виражені через коефіцієнти {\displaystyle P} та {\displaystyle \varphi }.
Використовується для розв'язання рівнянь 3-го, 4-го степеня і спрощення загального вигляду рівнянь вищих степенів.

## Лінійна заміна змінної
Використовуючи формулу бінома Ньютона, алгебричне рівняння
{\displaystyle x^{n}+a_{1}x^{n-1}+a_{2}x^{n-2}+\dots +a_{n}=0,\qquad n>1,}
заміною {\displaystyle y=x+{\frac {a_{1}}{n}}} можна позбавити від ненульового коефіцієнта при степені {\displaystyle y^{n-1}}.
Так розв'язують квадратне рівняння та приводять кубічне рівняння до зведеної форми.

## Рівняння степенів n > 2
В 1683 році німецький математик Еренфрід Вальтер фон Чірнхаус показав квадратичне перетворення:
{\displaystyle y_{k}=x_{k}^{2}+\alpha x_{k}^{1}+\beta ,}
що позволяє звільнити рівняня степеня n > 2 від ненульових коефіцієнтів при {\displaystyle y^{n-1}}, {\displaystyle y^{n-2}}.

## Рівняння степенів n > 4
Існує перетворення Чірнхауса 4-го степеня:
{\displaystyle y_{k}=x_{k}^{4}+\alpha x_{k}^{3}+\beta x_{k}^{2}+\gamma x_{k}+\delta \,}
що позволяє звільнити рівняня степеня n > 4 від ненульових коефіцієнтів при {\displaystyle y^{n-1}}, {\displaystyle y^{n-2}} та {\displaystyle y^{n-3}}.
Для n=5 цей результат був отриманий Брінгом в 1786, а для загального випадку Джерардом в 1834.
Після проведення ще однієї додаткової пропорційної заміни змінної, рівняння 5-го, 6-го і 7-го степенів зводились до виду:
{\displaystyle x^{5}+ax+1=0},
{\displaystyle x^{6}+ax^{2}+bx+1=0,}
{\displaystyle x^{7}+ax^{3}+bx^{2}+cx+1=0}
від одного, двох і трьох параметрів відповідно.
Про розв'язок рівняння 7-го степеня, який є функцією трьох змінних йдеться в 13-ій проблемі Гільберта.

## Узагальнення
Докладніше, нехай {\displaystyle K} – поле, а {\displaystyle P(t)} – многочлен від {\displaystyle K}. Якщо {\displaystyle P} є незвідним, то фактор-кільце кільця многочленів {\displaystyle K[t]} на головний ідеал, породжений {\displaystyle P},
{\displaystyle K[t]/(P(t))=L},
є розширення поля {\displaystyle K}. Ми маємо
{\displaystyle L=K(\alpha )}
де {\displaystyle \alpha } = {\displaystyle t} modulo {\displaystyle (P)}. Тобто будь-який елемент {\displaystyle L} є многочленом від {\displaystyle \alpha }, таким чином, є первісним елементом {\displaystyle L}. Інші варіанти {\displaystyle \beta } первісного елемента в {\displaystyle L}: для будь-якого такого вибору {\displaystyle \beta } ми матимемо за визначенням:
{\displaystyle \beta =F(\alpha ),\alpha =G(\beta )},
з многочленами {\displaystyle F} і {\displaystyle G} над {\displaystyle K}. Тепер, якщо {\displaystyle Q} є мінімальним многочленом для {\displaystyle \beta } над {\displaystyle K}, ми можемо назвати {\displaystyle Q} перетворенням Чірнхауса {\displaystyle P}.
Тому множину всіх перетворень Чирнгауса незвідного многочлена слід описувати як множину всіх змін {\displaystyle P}, що залишає нерухомим {\displaystyle L}.
Існує зв’язок із теорією Галуа, коли {\displaystyle L} є розширенням Галуа {\displaystyle K}. Тоді групу Галуа можна розглядати як усі перетворення Чирнгауса {\displaystyle P} до самого себе.